# Аннулирование брака
Аннулирование брака — признание брака недействительным. В отличие от развода аннулирование не только прекращает брак, но и имеет обратную силу, отменяя все правовые последствия брака с восстановлением ситуации на момент до его заключения.

## История
В Древнем Риме аннулирование брака было возможно при изменении социального статуса одного из супругов, capitis deminutio, что означало потерю гражданства, свободы или семьи.

## В РФ
В современной России аннулирование брака регулируется статьёй 27 Семейного кодекса РФ и может производиться судом в следующих случаях:
- при отсутствии условий вступления в брак (достижение брачного возраста и взаимное согласие);
- при наличии препятствий к вступлению в брак (двоебрачие, кровосмесительство, недееспособность, между усыновителем/усыновлённым);
- при сокрытии наличия венерического заболевания;
- при отсутствии намерения создать семью (фиктивный брак).

## Религиозные браки
Большинство христианских конфессий плохо относятся к прекращению брака: «что Бог сочетал, того человек да не разлучает» (Мф. 19:6). При затруднительности развода (невозможного в католицизме, крайне редкого в православии), аннулирование, по мнению некоторых исследователей, в прошлом часто было замаскированным разводом. Сложность аннулирования католического брака (необходимость утверждения в Риме) послужила для Генриха VIII толчком к отделению англиканской церкви. Тем не менее, англиканство в области брака сохранило догматы католицизма, и то, что историки часто называют «разводами» Генриха VIII, на самом деле были аннуляциями.
Католическая церковь в течение долгого времени расширенно толковала близкое родство как повод для объявления брака недействительным: к XII веку запрещено было родство до седьмого колена (в 1215 году требование было снижено до четырёх). Это могло облегчить поиски повода для аннулирования: «поссорившиеся супруги изучали свои родословные и лишь при невезении не могли найти близкого родства» (Ф. У. Мейтленд). Использование аннуляции вместо развода могло повредить невинным, например, дети оказывались после аннулирования внебрачными; для смягчения этих последствий появилась доктрина «предполагаемого брака», согласно которой невинная сторона сохраняла все привилегии, которые она могла бы иметь, если бы брак не был аннулирован.
В исламе, где развод (талак) несложен для мужа и недоступен для жены, ближайшим эквивалентом аннулирования брака авляется фасх — судебная процедура, которую может инициировать женщина, её семья, или муж. Основания для фасха различаются в зависимости от школы шариата, но обычно включают импотенцию или длительное отсутствие мужа, а также необоснованное обвинение мужем жены в супружеской измене.
В иудаизме основания для аннулирования брака очень ограничены, оно возможно или до консуммации, или в случае грубого нарушения брачных процедур.

## В странах общего права
В странах общего права недействительный брак может быть ничтожным (англ. void, то есть незаконным с самого начала, например, брак с несовершеннолетним) или оспоримым (англ. voidable), когда для признания брака недействительным требуется заявление одного из супругов. Технически, в Средневековье в случае ничтожных браков вмешательство суда не требовалось, и мужчина не считался бы двоежёнцем, если бы женился второй раз в случае, когда его первый брак был ничтожным (на практике аннулирование проходило через судебную систему).
В современной Великобритании недействительные браки разделяются на:
- ничтожные браки (кровосмесительство, браки с лицами в возрасте до 16 лет, двоебрачие, недееспособность);
- оспоримые браки (обман, принуждение, психическое расстройство без потери дееспособности, беременность от другого мужчины в момент заключения брака);
- не-браки (англ. non-marriage) — проведение брачной церемонии без цели брака, например, актёрами в спектакле.